# Carex formosa
Carex formosa är en halvgräsart som beskrevs av Chester Dewey. Carex formosa ingår i släktet starrar, och familjen halvgräs. Inga underarter finns listade i Catalogue of Life.